# 黄振捷
黃振捷（1922年9月17日—2017年9月1日），男，广东广州人，美國華裔建築師，曾經擔任南加州大學建築與藝術學院建築學會會長、振捷聯合公司（Gin Wong Associates）創始人與董事長以及威廉·L·佩雷拉聯合公司（William L. Pereira Associates）主席等職務。

## 生平

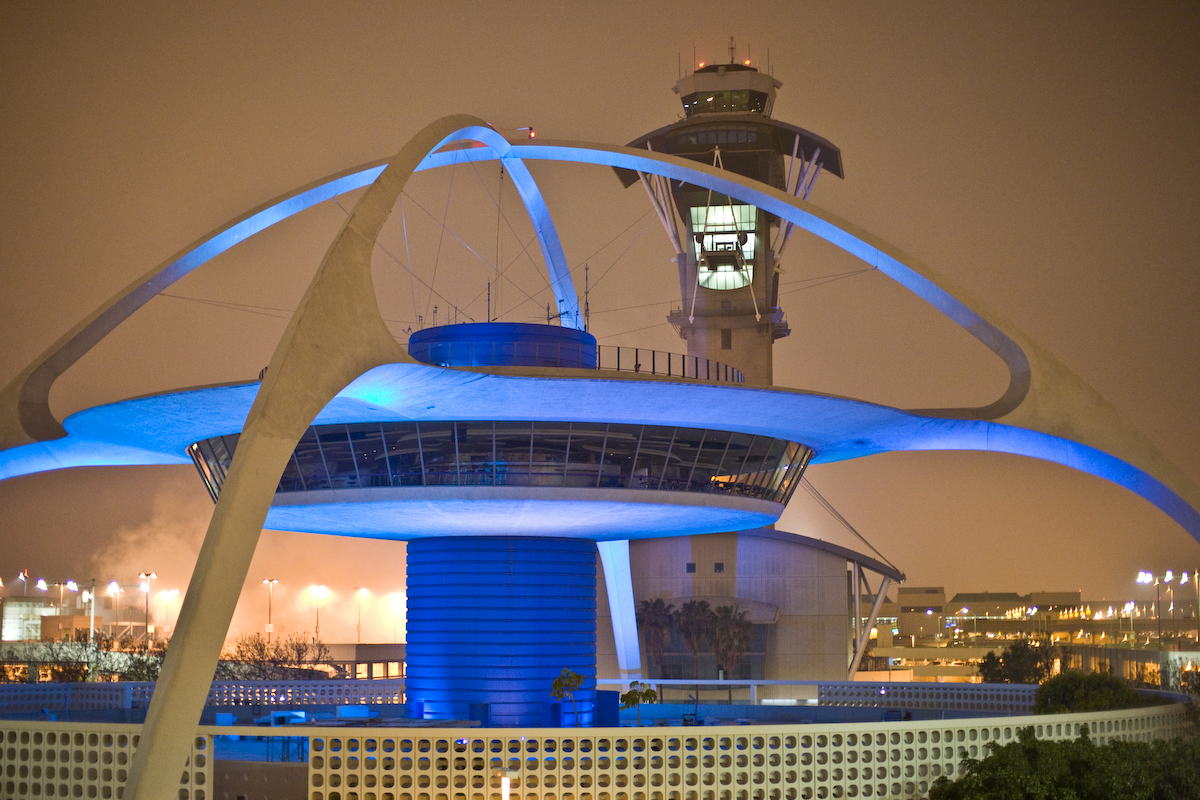
由黃振捷設計的洛杉磯國際機場主體建築物

黃振捷在1922年生於中國廣州，有八個兄弟姐妹，其父母由於經濟蕭條等因素而舉家搬遷至美國。1942年，黃振捷赴洛杉磯城市學院攻讀工程專業，之後又在第二次世界大戰期間服役、擔任美國陸軍航空兵團的一名B-29超級堡壘轟炸機飛行員。黃振捷在退伍後回到美國，起先在伊利諾伊州迪凯特市的密利克大學就讀，而後又於1950年在南加州大學獲得了建築學士學位。
大學畢業後，黃振捷供職於佩雷拉與拉克曼公司；1958年該公司一分爲二時，黃又加入了分裂後新成立的威廉·L·佩雷拉聯合公司。 黃振捷在這家新公司裏的職務一開始是設計師，接著升職爲設計主管，最終成爲了公司主席。 據《洛杉磯時報》，“黃在威廉·L·佩雷拉公司的主要職責是美國西海岸許多建築物的設計，其中包括西方中心（Occidental  Center）、克羅克國家銀行大樓、互惠人壽保險公司大樓、與舊金山聖弗朗西斯酒店（St. Francis Hotel，今爲威斯汀聖弗朗西斯酒店）新樓等。”1974年，黃振捷離開威廉·L·佩雷拉，建立了自己的振捷聯合公司。
晚年時期，黃振捷被盖蒂藝術中心作爲洛杉磯地區的傑出華裔美國建築師列入了「1945-1980年太平洋標準時洛杉磯藝術運動」當中。其間，在華美博物館舉辦的「破土：1945-1980洛杉磯華裔美國建築師」（Breaking Ground: Chinese American Architects in Los Angeles (1945-1980) ）作品展中，黃振捷的作品赫然在列，與同爲華人的藝術家Eugene Kinn Choy、Helen Liu Fong、Gilbert L. Leong等人陳設在一起。
2017年9月1日，黃振捷於洛杉磯西郊比佛利山的家中逝世，享年94歲。

## 成就
黃振捷的設計作品遍佈加州南部乃至整個環太平洋地區，包括洛杉磯國際機場主題建築物；洛杉磯市中心大西洋里奇菲爾德公司（ARCO）總部大樓；CBS電視城；水晶大教堂占地内的克林塔（Crean Tower）與瑪麗·胡德小教堂（Mary Hood Chapel）；比佛利山的傑克·科爾克76號加油站（Jack Colker's 76 Station）；韓國仁川機場凱悅酒店；以及夏威夷州檀香山泛太平洋塔（Pan Pacific Tower）等等。
建築新聞網站ArchDaily評價道：「黃振捷爲洛杉磯的環境建設有著久遠的貢獻。他爲洛杉磯國際機場提供了設計核心理念；其開發的衛星系統顯著提高了機場的抵達、離港、行李運輸等的效率，甚至成爲了後世機場設計的範本。黃以他對科技革新與實用設計的結合聞名於世」
。

## 奖项和榮譽
- 亞洲商業協會（Asian Business Association）建築設計領袖獎（Architectural Design Leadership Award，1999年）[10]
- 美國建築師學會會士（1966年）
- 南加州大學製作人理事會設計獎（Producer's Council Design Award，1950年）